# Armin Klein (Politiker, 1939)
Armin Klein (* 27. August 1939 in Seeburg, Ostpreußen) ist ein deutscher Politiker (CDU) und ehemaliger Abgeordneter des Hessischen Landtags.

## Ausbildung und Beruf
Armin Klein besuchte von 1945 bis 1950 die Volksschule Flensburg, von 1950 bis 1957 das Realgymnasium Sobernheim und machte von 1957 bis 1961 bei der Deutschen Bundesbahn eine Ausbildung mittlerer Dienst. 1961 wechselte er zur Bundeswehrverwaltung. Dort absolvierte er von 1966 bis 1969 eine Ausbildung gehobener Dienst und arbeitete von 1970 bis 1983 in der Wehrbereichsverwaltung in Wiesbaden, von 1983 bis 1995 als Leiter der Standortverwaltung Lorch und Mainz.
Armin Klein ist katholisch, verheiratet und hat zwei erwachsene Kinder.

## Politik
Armin Klein ist seit 1963 Mitglied der CDU und dort Mitglied des Kreisvorstandes Wiesbaden.
Von 1972 bis 1977 war er Stadtverordneter in Wiesbaden, danach von 1977 bis 1995 Stadtrat (ehrenamtlich) und Stellvertreter des Bürgermeisters.
In den Jahren 1977 bis 1999 war Klein Kreisvorsitzender der Kommunalpolitischen Vereinigung der CDU (KPV) Wiesbaden und Mitglied des Landesvorstands der KPV Hessen.
Abgeordneter im hessischen Landtag (Wahlkreis 30 – Wiesbaden I) war Klein vom 5. April 1995 bis zur Selbstauflösung des Landtags am 19. November 2008. Dort war er Vorsitzender des Hauptausschusses, der Landespersonalkommission und Mitglied im Europaausschuss, Unterausschuss für Finanzcontrolling und Verwaltungssteuerung, dem Untersuchungsausschuss 16/3, und dem Theaterbeirat beim Staatstheater Wiesbaden.

Zuletzt war er Alterspräsident.